# Хасаг, Кеннет
Кеннет Артур «Кен» Хасаг (англ. Kenneth Arthur "Ken" Huszagh; 3 сентября 1891 — 11 января 1950) — американский пловец, призёр Олимпийских игр.
Кен Хасаг родился в 1891 году в Чикаго. В 1912 году на Олимпийских играх в Стокгольме Кен Хасаг завоевал серебряную медаль в эстафете 4×200 м вольным стилем и бронзовую — на дистанции 100 м вольным стилем.
Позднее Кен Хасаг работал в American Mineral Spirits Co. of New York, и в итоге стал президентом этой компании.